# مرکز تمرین ترافورد
مجموعه تمرینی ای‌اوان (با نام سابق مرکز زمین ترافورد) یک زمین تمرین و آکادمی فوتبال در منچستر است.